# Shinkansen henkei robo Shinkalion
Shinkansen henkei robo Shinkalion (新幹線変形ロボ シンカリオン? lett. "Robot trasformabile Shinkansen Shinkalion") è una serie televisiva anime del 2018 diretta da Takahiro Ikezoe. L'anime è basato sull'omonima linea di giocattoli dell'azienda Tomy. La storia segue le vicende di Hayato Hayasugi, un ragazzo di undici anni appassionato di ferrovie e figlio del proprietario di un museo. In alcuni episodi della serie appaiono alcuni personaggi di altri franchise, come la vocaloid Hatsune Miku e Shinji Ikari di Neon Genesis Evangelion.

## Trama
Hayato Hayasugi è un grande amante dei treni: questa passione gli è stata tramandata dal padre, curatore del museo ferroviario. Un giorno il ragazzo scopre accidentalmente che il padre conduce una doppia vita e lavora anche presso un laboratorio segreto. Appena vi mette piede, sente un annuncio di allerta riguardante l’imminente attacco, alla città di New Saitama, dei Bachigami. Al tocco della Shinca card del padre il Shinkansen diventa un possente robot: il Shinkalion E5 Hayabusa. Hayato ed altri ragazzi diventano piloti degli Shinkalion, unendo le proprie forze agli adulti del "Shinkansen Ultra Evolution Institute" (SUEI) per sconfiggere i nemici, i Bachigami, che prendono forma di treni ultraveloci di colore nero corvino.